# L'Enfer blanc
Pour le téléfilm, voir L'Enfer blanc (téléfilm).
Pour plus de détails, voir Fiche technique et Distribution.
L'Enfer blanc (titre original : Iron Will) est un film américain réalisé par Charles Haid, sorti en 1994.
Le film est inspiré d'une partie de la vie de Albert Campbell (en) participant à la Saint Paul Winter Carnival (en), une véritable course de traîneaux reliant Winnipeg, Manitoba, au Canada, à Saint Paul, Minnesota, aux États-Unis, en compagnie de Fred Hartman.

## Synopsis
Pour aider sa famille dans le besoin, Iron Will décide de participer à la plus grande course de chiens de traîneaux du pays. À force de courage et détermination, il affronte les concurrents les plus aguerris, voire pervers, de la catégorie.
Parviendra-t-il à surmonter les terribles épreuves qu'ils l'attendent ?

## Fiche technique
Sauf mention contraire, cette fiche technique est établie à partir d'IMDb
- Titre original : Iron Will
- Titre français : L'Enfer blanc
- Réalisation : Charles Haid
- Scénario : Jeff Arch, John Michael Hayes et Djordje Milicevic
- Direction artistique : Nathan Haas
- Décors : Hilton Rosemarin (en)
- Costumes : Betty Pecha Madden
- Photographie : William Wages
- Son : Richard Lightstone
- Montage : Andrew Doerfer
- Musique : Joel McNeely
- Effets spéciaux : Stan Bielowicz, Paul J. Lombardi, John Pagan, Chuck E. Stewart, Parry Willard, Robert G. Willard
- Maquillage : David Atherton, Quinn Atherton
- Coiffure : Patricia Androff
- Cascades : Gary Guercio, Bobby Porter
  - Coordinateur de cascades : Ronnie Rondell Jr.
- Production : Robert Schwartz, Patrick J. Palmer
  - Coproducteur : James Ployhar, George Zepp
- Société de production : Walt Disney Pictures
- Société de distribution : Buena Vista Distribution Company
- Pays de production :  États-Unis
- Langue originale : anglais
- Format : Couleur (Technicolor) - 35 mm - 1,85:1 - Filmé en Panaflex - Son : Dolby
- Genre : Aventure
- Durée : 108 minutes
- Dates de sortie : 
  - États-Unis : 14 janvier 1994
  - France : 1996 (directement en vidéo)

## Distribution
- Mackenzie Astin (en) (VF : Emmanuel Karsen) : Will Stoneman
- Kevin Spacey (VF : Jean-Philippe Puymartin) : Harry Kingsley
- David Ogden Stiers : J.W. Harper
- August Schellenberg (VF : François Siener) : Ned Dodd
- Brian Cox : Angus McTeague
- George Gerdes (en) (VF : Bernard-Pierre Donnadieu) : Borg Guillarson
- John Terry (VF : Michel Papineschi) : Jack Stoneman
- Michael Laskin : Simon Lambert
- Rex Linn (VF : Daniel Russo) : Joe McPherson
- Jeff Hochendoner : Groven
- Richard Riehle : Burton
- Richard Hughes : Brawley
- Benjamin Salisbury : Scout

## Sorties internationales
Sauf mention contraire, les informations suivantes sont issues de l'IMDb

### Sorties cinéma
- États-Unis : 14 janvier 1994
- Espagne : 18 mars 1994
- Allemagne : 31 mars 1994
- Australie : 21 avril 1994
- Suède : 22 avril 1994
- Portugal : 25 mai 1994
- Japon : 18 juin 1994

### Sorties directement en vidéo
- Grèce : 17 novembre 1994
- Hongrie : 20 avril 1995
- Royaume-Uni : juillet 1995
- République tchèque : 22 mai 1996
- France : 1996

## Box-office
- Recettes aux États-Unis : 21 006 361 $ (USD)[1]